# Onicogrifosi
L'onicogrifosi è una particolare forma delle unghie, che appaiono lunghe, ipertrofiche e ricurve a uncino. È tipica delle persone anziane che hanno deviazioni ossee delle dita dei piedi a causa dell'artrosi o dell'alluce valgo.

## Eziologia
Trattasi di una patologia ungueale di origine congenita, anche se in alcuni casi può essere acquisita. È uno dei segni della leishmaniosi animale.

## Clinica
Colpisce per lo più gli alluci.